# There's Gonna Be a Borstal Break-Out
There's Gonna Be a Borstal Break-Out è il secondo singolo degli Sham 69 pubblicato nel 1978.

## Tracce

### Lato A
1. Borstal Breakout (Dave Parsons/Jimmy Pursey)

### Lato B
1. Hey Little Rich Boy (Dave Parsons/Jimmy Pursey)

## Formazione
- Albie Maskell: basso
- Mark Cain: batteria
- Dave Parsons: chitarra
- Jimmy Pursey: voce